# Pogrom w Kolnie
Pogrom w Kolnie – pogrom a właściwie masowy mord ludności żydowskiej, który miał miejsce w 1941 roku w Kolnie. 
Podobnie jak w wielu innych miejscowościach Łomżyńskiego i Białostocczyzny, okupowanych po 17 września 1939 roku przez Sowietów, w lipcu 1941 w tej miejscowości doszło do wymordowania prawie całej społeczności żydowskiej.

## Tło historyczne
Kolno było, poza Białymstokiem, największym żydowskim skupiskiem na obszarze zajętym przez wojska sowieckie po 17 września 1939 roku, które włączono do Białoruskiej Republiki Ludowej. W 1939 roku mieszkało w Kolnie pond 3500 Żydów i stanowili oni 67 % wszystkich mieszkańców miasteczka. Może właśnie dlatego w dokumentach niemieckich z 1941 roku Kolno określane jest jako „Judenstadt Kolno". Przed wojną w Kolnie kwitło bogate żydowskie życie społeczne i kulturalne. Działał tu teatr założony przez Abrahama Izaaka Kamińskiego, ojca słynnej aktorki Idy Kamińskiej.

## Opis
Podobnie jak w innych okolicznych miasteczkach, po 22 czerwca 1941 roku w mieście zorganizowano lokalną polską milicję. Jej organizatorem był uwolniony z sowieckiego więzienia Władysław Włodkowski. Był on więziony i torturowany przez Sowietów po dekonspiracji bazy partyzanckiej w Kobielnie. Do pierwszych gwałtów i morderstw wobec Żydów dochodziło już w pierwszych dniach po wybuchu wojny niemiecko-radzieckiej. Relacje mówią o aktywnym udziale w tych zbrodniach Włodkowskiego, a także chłopów ze wsi Czerwone i Zabiele. Jednak wielki pogrom miał miejsce 5 lipca 1941 roku. Poprzedniego dnia Kolno wizytowali Hermann Göring i mianowany wkrótce po tych wydarzeniach gauleiterem Prus Wschodnich Erich Koch. Jaki był cel tej wizyty i jak przebiegała nie wiadomo. Jednak następnego dnia 5 lipca w Szabat miał miejsce zorganizowany przez Niemców pogrom. Niemcy przy współudziale polskiej milicji wygnali z domów całą żydowską ludność miasteczka i zgromadzili ją przy pomniku Lenina. Kazali zebranym rozbić pomnik i wywieźć gruzy na cmentarz. Po wyjściu z cmentarza Żydzi byli bici przez Polaków. Tego dnia w Kolnie zabito około 30 Żydów. Wiele Żydówek zostało zgwałconych. Kazano im także biegać nago po ulicy. Dziesięć dni później ponownie kazano wszystkim żydowskim mężczyznom od 16 roku życia zebrać się na rynku. Wywieziono ich poza miasto i rozstrzelano. Pod koniec lipca Niemcy wywieźli kobiety do Mściwujów, a mężczyzn do Kolimag. Wszystkich zamordowano. Po tych egzekucjach w Kolnie pozostało 80 Żydów. Zamordowano ich w sierpniu. Według relacji Diny Koncepolsk–Chludniewitz w okolicy ukrywać się miało 50 kolnieńskich Żydów. Nikt z nich nie doczekał końca wojny.